# Safe Haven (2013)
Safe Haven is een Amerikaanse romantische film uit 2013 van Lasse Hallström met in de hoofdrollen onder meer Julianne Hough en Josh Duhamel. De film is gebaseerd op Nicholas Sparks' gelijknamige roman uit 2010.

## Verhaal
De alcoholische Kevin (David Lyons), rechercheur in Boston, mishandelt zijn vrouw Erin (Julianne Hough), die op een dag besluit te vluchten en uiteindelijk terechtkomt in Southport (North Carolina). Ze neemt de naam "Katie" aan, sluit vriendschap met haar nieuwe buurvrouw Jo (Cobie Smulders) en ontmoet Alex (Josh Duhamel), een weduwnaar met twee kinderen. Jo moedigt Katie en Alex aan een relatie te beginnen. Ondertussen probeert Kevin zijn vrouw te vinden door politiegegevens te vervalsen zodat het lijkt alsof zij een gezochte moordenaar is.

## Rolverdeling
| Acteur         | Personage            | Opmerkingen                             |
| -------------- | -------------------- | --------------------------------------- |
| Julianne Hough | Erin Tierney/"Katie" |                                         |
| David Lyons    | Kevin Tierney        | Erins echtgenoot, rechercheur in Boston |
| Josh Duhamel   | Alex Wheatley        | weduwnaar                               |
| Cobie Smulders | Jo                   | nieuwe buurvrouw van Katie              |
| Mimi Kirkland  | Lexie Wheatley       | Alex' dochter                           |
| Noah Lomax     | Josh Wheatley        | Alex' zoon                              |
| Irene Ziegler  | Mrs. Feldman         | buurvrouw van Erin in Boston            |
| Red West       | Roger                |                                         |
| Cullen Moss    | deputy Bass          |                                         |
| Mike Pniewksi  | luitenant Robinson   |                                         |